# In Your Eyes (canção de George Benson)
"In Your Eyes" é uma canção romântica escrita pelos compositores Michael Masser e Dan Hill. Foi gravada originalmente em 1983 pelo cantor e guitarrista americano George Benson e foi escolhida como faixa título de seu álbum In Your Eyes, lançado no mesmo ano pela Warner Bros. Records. A canção foi lançada como single no Brasil e na Europa, especialmente na Irlanda e no Reino Unido, onde obteve grande sucesso e alcançou a posição número #7, a melhor posição de Benson no UK Singles Chart. "In Your Eyes" também fez muito sucesso no Brasil, sendo bastante executada nas rádios e ficando entre as canções mais tocadas no país em 1983.
A canção foi inserida na trilha sonora da novela Guerra dos Sexos, em sua primeira versão exibida pela Rede Globo entre 6 de junho de 1983 e 6 de janeiro de 1984 no horário das 19 horas. É uma das canções mais conhecidas de George Benson no Brasil, recebendo inclusive uma versão em português, chamada "Teu Olhar", gravada pelo grupo Só pra Contrariar em 2000, para o álbum Bom Astral.

## Desempenho nos Charts

### Charts Semanais
| Chart (1983)                       | Posição de pico |
| ---------------------------------- | --------------- |
| Europa (Europarade)                | 24              |
| Irlanda (Irish Charts)             | 6               |
| UK Singles Chart (Official Charts) | 7               |

### Charts de Fim de Ano
| Chart (1983)                    | Posição |
| ------------------------------- | ------- |
| Brasil - As Mais Tocadas (1983) | 82      |
| UK - Top 100 (UK Music Charts)  | 82      |

## Versões Cover
- Em 1983, a canção foi regravada por seu próprio autor: o cantor e compositor canadense Dan Hill, para seu álbum Love In The Shadows.[12]
- Em 1984, a cantora filipina Regine Velasquez interpretou a canção no concurso Ang Bagong Kampeon, nas Filipinas, com a qual foi a vencedora.[13]
- Em 1986, o cantor americano Jeffrey Osborne regravou a canção em seu álbum Emotional.[14]
- Em 1994, Dan Hill regravou a canção novamente, para seu álbum Let Me Show You: Greatest Hits and More..., em dueto com a cantora Rique Franks.[15]
- Em 1999, Regine Velasquez interpretou novamente a canção, desta vez gravada em seu álbum R2K.[16]
- Em 2000, o grupo brasileiro Só pra Contrariar gravou uma versão em português da canção, chamada "Teu Olhar", para o álbum Bom Astral.[8]